# Beatrice Hicks
Beatrice Alice Hicks (2 de enero de 1919 - 21 de octubre de 1979) fue una ingeniera estadounidense, la primera ingeniera mujer en ser contratada por la compañía estadounidense de ingeniería eléctrica Western Electric y la primera presidenta de la Sociedad de Mujeres Ingenieras. A pesar de haber ingresado en el campo de la ingeniería en un momento donde fue considerada como una carrera inapropiada para las mujeres, Hicks también ocupó una variedad de posiciones de liderazgo y con el tiempo se convirtió en la dueña de una empresa de ingeniería. Hicks también desarrollado un indicador de densidad de gas que se utiliza en el programa espacial de EE. UU., incluyendo las misiones de aterrizaje a la luna del Programa Apolo.

## Biografía
Beatrice A. Hicks nació en Orange, Nueva Jersey el 2 de enero de 1919, hija de Florence Benedict y del ingeniero químico William Lux Hicks. Hicks, decidió a temprana edad que deseaba ser ingeniera, después de admirar el Empire State Building y el George Washington Bridge con su padre. Mientras su madre y padre la apoyaron y no se opusieron a la carrera deseada por Hicks, algunos de sus profesores y compañeros trataron de disuadirla de convertirse en ingeniera, viéndolo como un papel socialmente inaceptable para una mujer. En 1935 se graduó de Orange High School y en 1939 obtuvo en Newark Collage of Engineering (now New Jersey Institute of Technology) la licenciatura en ingeniería química, siendo una de las dos mujeres de su clase. Durante la universidad, Hicks trabajó en la oficina de tesorería de una tienda de Abercrombie & Fitch, como telefonista y en la biblioteca de la universidad. Después de recibir su licenciatura, Hicks se quedó en Newark College of Engineering durante tres años como asistente de investigación, donde estudió la historia de los inventos de Edward Weston y tomó clases adicionales por la noche.

## Premios
Estos son algunos de los premios, nominaciones, obras y reconocimientos destacados con los que fuera homenajeada Beatrice Hicks:
- 1952, fue seleccionada por la revista Mademoiselle como Woman of the Year in Business debido a su papel en Newark Controls Company.[2]
- 1978, fue invitada a unirse a la National Academy of Engineering, el honor profesional más alto en la ingeniería, y se convirtió en la sexta mujer en unirse a la organización.[2]
- 2002, fue incluida en el National Women's Hall of Fame.
- Recibió doctorados honorarios de Hobart y William Smith College, Rensselaer Polytechnic Institute, Stevens Institute of Technology y Worcester Polytechnic Institute.
- Fue la primera mujer en recibir un doctorado honorario de Rensselaer Polytechnic Institute.
- Ella era una miembro de la American Society of Mechanical Engineers y el Institute of Electrical and Electronics Engineers.[1]